# ギニアビサウの経済

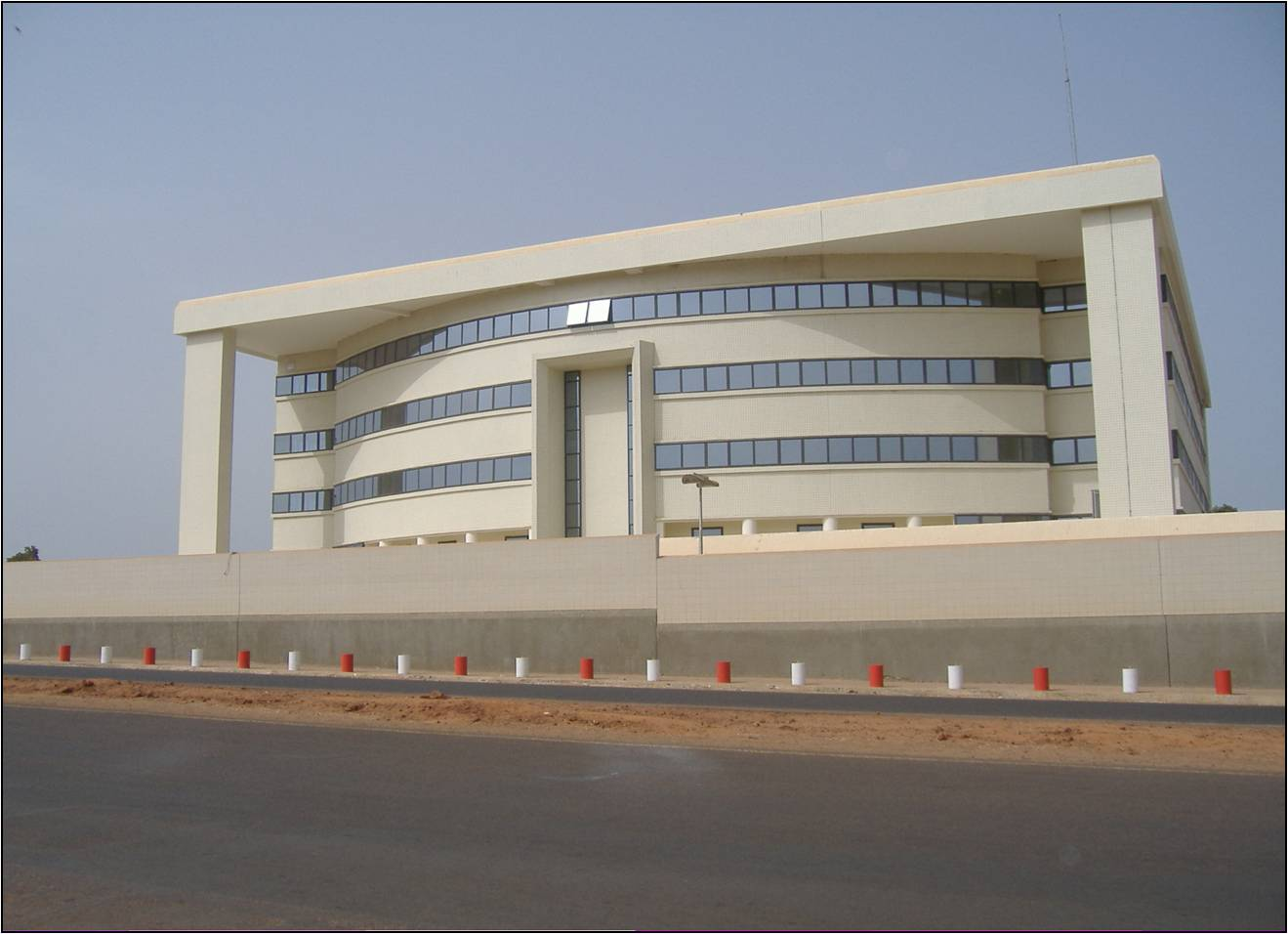
ギニアビサウ中央銀行

ギニアビサウの経済（ギニアビサウのけいざい）について記す。

## 概要
- 経済発展の基礎的な条件が存在していない。産業と呼べるものがほとんど無いため、最貧国のひとつとなっている。
- 通貨は以前はギニアビサウ・ペソが流通していたが、1997年より西アフリカCFAフランが導入された。

## 農業
- 労働力の8割が従事する農業が主要産業である。コメなどの自給農業が中心であるが、しばしば凶作年には国内需要すら満たせないことがある。主に、カシューナッツや落花生などの商品作物を輸出し、米などの食料品、燃料などを輸入している現状にある。
- 中華人民共和国が主体となった農業指導を行っているが、高低差の少ない国土、機械力に頼ること（農業機械の購入及び維持・管理）ができない条件下では灌漑施設の設置もままならず、海岸付近では海水の影響による塩害も進行している。

## 商業
- 1990年代の内戦により、ごく少数存在した企業家や知識層も国外へ逃亡した。国民の識字率も低いため、企業活動は停滞している。

## 鉱工業
- 巨大な三角州の上にある国土条件のため、他のアフリカ諸国と異なり地下資源に恵まれず、今後も鉱業などによる経済的な発展を見込める余地はない。